# اسوالد باودن
اسوالد باودن (انگلیسی: Oswald Bowden; ۷ سپتامبر ۱۹۱۲ – ۲۰ مهٔ ۱۹۷۷) بازیکن فوتبال اهل بریتانیا بود.
از باشگاه‌هایی که در آن بازی کرده‌است می‌توان به باشگاه فوتبال برایتون اند هوو آلبیون، باشگاه فوتبال ناتینگهام فارست، باشگاه فوتبال دربی کانتی، و باشگاه فوتبال ساوت‌همپتون اشاره کرد.